# Tour de Turquie 2013
La 49e édition du Tour de Turquie a eu lieu du 21 au 28 avril 2013. La course fait partie du calendrier UCI Europe Tour 2013 en catégorie 2.HC.
L'épreuve est remportée à la surprise générale par le Turc Mustafa Sayar (Torku Şekerspor), qui s'est emparé du maillot bleu de leader du classement général en gagnant la 6e étape. Il devance l'Érythréen Natnael Berhane (Europcar), vainqueur de la 3e étape, et le Français Yoann Bagot (Cofidis).
L'Allemand André Greipel (Lotto-Belisol) remporte le classement du meilleur sprinteur, l'Ukrainien Serhiy Grechyn (Torku Şekerspor) celui du meilleur grimpeur, tandis que le Russe Mikhail Ignatiev (Katusha) gagne le classement des Turkish Beauties. L'équipe française Cofidis rafle le classement de la meilleure équipe grâce notamment à la présence de deux de leur coureur dans les cinq premiers du général.
Le 15 juillet, il est annoncé que Sayar a été contrôlé positif à l'EPO lors du Tour d'Algérie, quelques semaines plus tôt. Ce sera finalement l'Erythréen Natnael Berhane (Europcar) qui sera déclaré vainqueur en janvier 2014 à la suite du déclassement de Mustafa Sayar.
Après le Bulgare Ivaïlo Gabrovski,  en 2012, c'est la deuxième année de suite que le vainqueur appartient à l'équipe Torku Şekerspor mais est déclassé pour contrôle positif.
Cela entraînera une non sélection de l'équipe Torku Şekerspor au Tour de Turquie 2014.

## Présentation

### Parcours
Après deux étapes de plaine autour de Alanya, les coureurs arrivent au sommet d'Elmalı. S'ensuivent deux étapes plutôt vallonnées, puis la sixième étape arrive au sommet de la montée de la Vierge Marie à Selçuk, une ascension de 5,5 km avec des passages très pentus. L'épreuve se conclut par deux étapes de plaine.

### Équipes
Classé en catégorie 2.HC de l'UCI Europe Tour, le Tour de Turquie est par conséquent ouvert aux UCI ProTeams dans la limite de 70 % des équipes participantes, aux équipes continentales professionnelles, aux équipes continentales turques et à une équipe nationale turque.
25 équipes participent à ce Tour de Turquie - 9 ProTeams, 15 équipes continentales professionnelles et 1 équipe continentale :
| Nom de l'équipe         | Pays       | Code |
| ----------------------- | ---------- | ---- |
| Argos-Shimano           | Pays-Bas   | ARG  |
| Astana                  | Kazakhstan | AST  |
| Blanco                  | Pays-Bas   | BLA  |
| Katusha                 | Russie     | KAT  |
| Lampre-Merida           | Italie     | LAM  |
| Lotto-Belisol           | Belgique   | LTB  |
| Omega Pharma-Quick Step | Belgique   | OPQ  |
| Orica-GreenEDGE         | Australie  | OGE  |
| Saxo-Tinkoff            | Danemark   | TST  |

| Nom de l'équipe | Pays    | Code |
| --------------- | ------- | ---- |
| Torku Şekerspor | Turquie | TRK  |

| Nom de l'équipe              | Pays           | Code |
| ---------------------------- | -------------- | ---- |
| Accent Jobs-Wanty            | Belgique       | AJW  |
| Bardiani Valvole-CSF Inox    | Italie         | BAR  |
| Bretagne-Séché Environnement | France         | BSE  |
| Caja Rural-Seguros RGA       | Espagne        | CJR  |
| CCC Polsat Polkowice         | Pologne        | CCC  |
| Cofidis                      | France         | COF  |
| Colombia                     | Colombie       | COL  |
| Crelan-Euphony               | Belgique       | CRE  |
| Europcar                     | France         | EUC  |
| MTN-Qhubeka                  | Afrique du Sud | MTN  |
| NetApp-Endura                | Allemagne      | TNE  |
| Novo Nordisk                 | États-Unis     | TNN  |
| Sojasun                      | France         | SOJ  |
| UnitedHealthcare             | États-Unis     | UHC  |
| Vini Fantini-Selle Italia    | Italie         | VIN  |

## Étapes
| Étape     | Date     | Villes étapes         |  | Distance (km) | Vainqueur d’étape | Leader du classement général |
| --------- | -------- | --------------------- |  | ------------- | ----------------- | ---------------------------- |
| 1re étape | 21 avril | Alanya – Alanya       |  | 143           | Marcel Kittel     | Marcel Kittel                |
| 2e étape  | 22 avril | Alanya – Alanya       |  | 150           | Aidis Kruopis     | André Greipel                |
| 3e étape  | 23 avril | Alanya – Elmalı       |  | 153,5         | Natnael Berhane   | Natnael Berhane              |
| 4e étape  | 24 avril | Göcek (en) – Marmaris |  | 147           | André Greipel     | Natnael Berhane              |
| 5e étape  | 25 avril | Marmaris – Bodrum     |  | 182           | André Greipel     | Natnael Berhane              |
| 6e étape  | 26 avril | Bodrum – Selçuk       |  | 183           | Yoann Bagot       | Natnael Berhane              |
| 7e étape  | 27 avril | Kuşadası – Izmir      |  | 124           | Marcel Kittel     | Natnael Berhane              |
| 8e étape  | 28 avril | Istanbul – Istanbul   |  | 121           | Marcel Kittel     | Natnael Berhane              |

## Déroulement de la course

### 1reétape
|    | Coureur           | Équipe                    |    | Temps           |
| -- | ----------------- | ------------------------- | -- | --------------- |
| 1  | Marcel Kittel     | Argos-Shimano             | en | 3 h 08 min 37 s |
| 2  | André Greipel     | Lotto-Belisol             | +  | m.t             |
| 3  | Yuriy Metlushenko | Torku Şekerspor           |    | m.t             |
| 4  | Roger Kluge       | NetApp-Endura             |    | m.t             |
| 5  | Andrew Fenn       | Omega Pharma-Quick Step   |    | m.t             |
| 6  | Francesco Lasca   | Caja Rural-Seguros RGA    |    | m.t             |
| 7  | Danilo Napolitano | Accent Jobs-Wanty         |    | m.t             |
| 8  | Grzegorz Stępniak | CCC Polsat Polkowice      |    | m.t             |
| 9  | Edwin Ávila       | Colombia                  |    | m.t             |
| 10 | Sacha Modolo      | Bardiani Valvole-CSF Inox |    | m.t             |

|    | Coureur           | Équipe                    |    | Temps           |
| -- | ----------------- | ------------------------- | -- | --------------- |
| 1  | Marcel Kittel     | Argos-Shimano             | en | 3 h 08 min 27 s |
| 2  | André Greipel     | Lotto-Belisol             | +  | 4 s             |
| 3  | Yuriy Metlushenko | Torku Şekerspor           |    | 6 s             |
| 4  | Roger Kluge       | NetApp-Endura             |    | 10 s            |
| 5  | Andrew Fenn       | Omega Pharma-Quick Step   |    | 10 s            |
| 6  | Francesco Lasca   | Caja Rural-Seguros RGA    |    | 10 s            |
| 7  | Danilo Napolitano | Accent Jobs-Wanty         |    | 10 s            |
| 8  | Grzegorz Stępniak | CCC Polsat Polkowice      |    | 10 s            |
| 9  | Edwin Ávila       | Colombia                  |    | 10 s            |
| 10 | Sacha Modolo      | Bardiani Valvole-CSF Inox |    | 10 s            |

### 2eétape
|    | Coureur             | Équipe                    |    | Temps           |
| -- | ------------------- | ------------------------- | -- | --------------- |
| 1  | Aidis Kruopis       | Orica-GreenEDGE           | en | 3 h 23 min 54 s |
| 2  | Marco Coledan       | Bardiani Valvole-CSF Inox | +  | m.t             |
| 3  | André Greipel       | Lotto-Belisol             |    | m.t             |
| 4  | Serhiy Grechyn      | Torku Şekerspor           |    | m.t             |
| 5  | Alexander Porsev    | Katusha                   |    | m.t             |
| 6  | Leigh Howard        | Orica-GreenEDGE           |    | m.t             |
| 7  | Vicente Reynés      | Lotto-Belisol             |    | m.t             |
| 8  | Maximiliano Richeze | Lampre-Merida             |    | m.t             |
| 9  | Mateusz Nowak       | CCC Polsat Polkowice      |    | m.t             |
| 10 | Filippo Fortin      | Bardiani Valvole-CSF Inox |    | m.t             |

|    | Coureur             | Équipe                    |    | Temps           |
| -- | ------------------- | ------------------------- | -- | --------------- |
| 1  | André Greipel       | Lotto-Belisol             | en | 6 h 32 min 21 s |
| 2  | Aidis Kruopis       | Orica-GreenEDGE           | +  | 0 s             |
| 3  | Marcel Kittel       | Argos-Shimano             |    | 0 s             |
| 4  | Marco Coledan       | Bardiani Valvole-CSF Inox |    | 4 s             |
| 5  | Yuriy Metlushenko   | Torku Şekerspor           |    | 6 s             |
| 6  | Maximiliano Richeze | Lampre-Merida             |    | 10 s            |
| 7  | Leigh Howard        | Orica-GreenEDGE           |    | 10 s            |
| 8  | Filippo Fortin      | Bardiani Valvole-CSF Inox |    | 10 s            |
| 9  | Grzegorz Stępniak   | CCC Polsat Polkowice      |    | 10 s            |
| 10 | Baptiste Planckaert | Crelan-Euphony            |    | 10 s            |

### 3eétape
|     | Coureur            | Équipe                       |    | Temps           |
| --- | ------------------ | ---------------------------- | -- | --------------- |
| 1   | Natnael Berhane    | Europcar                     | en | 4 h 16 min 06 s |
| 2   | Kevin Seeldraeyers | Astana                       | +  | 6 s             |
| DSQ | Mustafa Sayar      | Torku Şekerspor              |    | 6 s             |
| 3   | Maxime Méderel     | Sojasun                      |    | 16 s            |
| 4   | Yoann Bagot        | Cofidis                      |    | 24 s            |
| 5   | Rory Sutherland    | Saxo-Tinkoff                 |    | 24 s            |
| 6   | Cameron Meyer      | Orica-GreenEDGE              |    | 24 s            |
| 7   | Florian Guillou    | Bretagne-Séché Environnement |    | 28 s            |
| 8   | Darwin Atapuma     | Colombia                     |    | 30 s            |
| 9   | Nicolas Edet       | Cofidis                      |    | 33 s            |

|     | Coureur            | Équipe                       |    | Temps            |
| --- | ------------------ | ---------------------------- | -- | ---------------- |
| 1   | Natnael Berhane    | Europcar                     | en | 10 h 48 min 27 s |
| 2   | Kevin Seeldraeyers | Astana                       | +  | 10 s             |
| DSQ | Mustafa Sayar      | Torku Şekerspor              |    | 12 s             |
| 3   | Maxime Méderel     | Sojasun                      |    | 26 s             |
| 4   | Rory Sutherland    | Saxo-Tinkoff                 |    | 34 s             |
| 5   | Yoann Bagot        | Cofidis                      |    | 34 s             |
| 6   | Cameron Meyer      | Orica-GreenEDGE              |    | 34 s             |
| 7   | Florian Guillou    | Bretagne-Séché Environnement |    | 38 s             |
| 8   | Darwin Atapuma     | Colombia                     |    | 40 s             |
| 9   | Nicolas Edet       | Cofidis                      |    | 43 s             |

### 4eétape
|    | Coureur           | Équipe                       |    | Temps           |
| -- | ----------------- | ---------------------------- | -- | --------------- |
| 1  | André Greipel     | Lotto-Belisol                | en | 3 h 38 min 47 s |
| 2  | Nikias Arndt      | Argos-Shimano                | +  | m.t             |
| 3  | Moreno Hofland    | Blanco                       |    | m.t             |
| 4  | Filippo Pozzato   | Lampre-Merida                |    | m.t             |
| 5  | Michał Gołaś      | Omega Pharma-Quick Step      |    | m.t             |
| 6  | Francesco Lasca   | Caja Rural-Seguros RGA       |    | m.t             |
| 7  | Geoffroy Lequatre | Bretagne-Séché Environnement |    | m.t             |
| 8  | Nicolas Edet      | Cofidis                      |    | m.t             |
| 9  | Jonathan Hivert   | Sojasun                      |    | m.t             |
| 10 | Serge Pauwels     | Omega Pharma-Quick Step      |    | m.t             |

|     | Coureur            | Équipe                       |    | Temps            |
| --- | ------------------ | ---------------------------- | -- | ---------------- |
| 1   | Natnael Berhane    | Europcar                     | en | 14 h 27 min 14 s |
| 2   | Kevin Seeldraeyers | Astana                       | +  | 10 s             |
| DSQ | Mustafa Sayar      | Torku Şekerspor              |    | 12 s             |
| 3   | Maxime Méderel     | Sojasun                      |    | 26 s             |
| 4   | Rory Sutherland    | Saxo-Tinkoff                 |    | 34 s             |
| 5   | Yoann Bagot        | Cofidis                      |    | 34 s             |
| 6   | Cameron Meyer      | Orica-GreenEDGE              |    | 34 s             |
| 7   | Florian Guillou    | Bretagne-Séché Environnement |    | 38 s             |
| 8   | Darwin Atapuma     | Colombia                     |    | 40 s             |
| 9   | Nicolas Edet       | Cofidis                      |    | 43 s             |

### 5eétape
|    | Coureur         | Équipe                       |    | Temps           |
| -- | --------------- | ---------------------------- | -- | --------------- |
| 1  | André Greipel   | Lotto-Belisol                | en | 4 h 41 min 59 s |
| 2  | Matteo Trentin  | Omega Pharma-Quick Step      | +  | m.t             |
| 3  | Nikias Arndt    | Argos-Shimano                |    | m.t             |
| 4  | Luca Paolini    | Katusha                      |    | m.t             |
| 5  | Stefan van Dijk | Accent Jobs-Wanty            |    | m.t             |
| 6  | Rafael Andriato | Vini Fantini-Selle Italia    |    | m.t             |
| 7  | Armindo Fonseca | Bretagne-Séché Environnement |    | m.t             |
| 8  | Daniel Schorn   | NetApp-Endura                |    | m.t             |
| 9  | Sonny Colbrelli | Bardiani Valvole-CSF Inox    |    | m.t             |
| 10 | Maxime Méderel  | Sojasun                      |    | m.t             |

|     | Coureur            | Équipe                       |    | Temps            |
| --- | ------------------ | ---------------------------- | -- | ---------------- |
| 1   | Natnael Berhane    | Europcar                     | en | 19 h 09 min 13 s |
| 2   | Kevin Seeldraeyers | Astana                       | +  | 10 s             |
| DSQ | Mustafa Sayar      | Torku Şekerspor              |    | 12 s             |
| 3   | Maxime Méderel     | Sojasun                      |    | 26 s             |
| 4   | Rory Sutherland    | Saxo-Tinkoff                 |    | 34 s             |
| 5   | Yoann Bagot        | Cofidis                      |    | 34 s             |
| 6   | Cameron Meyer      | Orica-GreenEDGE              |    | 34 s             |
| 7   | Florian Guillou    | Bretagne-Séché Environnement |    | 38 s             |
| 8   | Darwin Atapuma     | Colombia                     |    | 40 s             |
| 9   | Nicolas Edet       | Cofidis                      |    | 43 s             |

### 6eétape
|     | Coureur         | Équipe                       |    | Temps           |
| --- | --------------- | ---------------------------- | -- | --------------- |
| DSQ | Mustafa Sayar   | Torku Şekerspor              | en | 4 h 40 min 09 s |
| 1   | Yoann Bagot     | Cofidis                      | en | 4 h 40 min 27 s |
| 2   | Nicolas Edet    | Cofidis                      |    | 5 s             |
| 3   | Danail Petrov   | Caja Rural-Seguros RGA       |    | 10 s            |
| 4   | Darwin Atapuma  | Colombia                     |    | 12 s            |
| 5   | Jonathan Hivert | Sojasun                      |    | 12 s            |
| 6   | Serge Pauwels   | Omega Pharma-Quick Step      |    | 12 s            |
| 7   | Cameron Meyer   | Orica-GreenEDGE              |    | 12 s            |
| 8   | Florian Guillou | Bretagne-Séché Environnement |    | 15 s            |
| 9   | Marc de Maar    | UnitedHealthcare             |    | 15 s            |

|     | Coureur         | Équipe                       |    | Temps            |
| --- | --------------- | ---------------------------- | -- | ---------------- |
| DSQ | Mustafa Sayar   | Torku Şekerspor              | en | 23 h 49 min 24 s |
| 1   | Natnael Berhane | Europcar                     | en | 23 h 50 min 05 s |
| 2   | Yoann Bagot     | Cofidis                      |    | 3 s              |
| 3   | Maxime Méderel  | Sojasun                      |    | 18 s             |
| 4   | Nicolas Edet    | Cofidis                      |    | 19 s             |
| 5   | Cameron Meyer   | Orica-GreenEDGE              |    | 21 s             |
| 6   | Darwin Atapuma  | Colombia                     |    | 27 s             |
| 7   | Florian Guillou | Bretagne-Séché Environnement |    | 28 s             |
| 8   | Danail Petrov   | Caja Rural-Seguros RGA       |    | 32 s             |
| 9   | Rory Sutherland | Saxo-Tinkoff                 |    | 34 s             |

### 7eétape
|    | Coureur             | Équipe                    |    | Temps           |
| -- | ------------------- | ------------------------- | -- | --------------- |
| 1  | Marcel Kittel       | Argos-Shimano             | en | 2 h 40 min 04 s |
| 2  | Andrea Guardini     | Astana                    | +  | m.t             |
| 3  | Maximiliano Richeze | Lampre-Merida             |    | m.t             |
| 4  | Bryan Coquard       | Europcar                  |    | m.t             |
| 5  | Sonny Colbrelli     | Bardiani Valvole-CSF Inox |    | m.t             |
| 6  | Jake Keough         | UnitedHealthcare          |    | m.t             |
| 7  | Francesco Lasca     | Caja Rural-Seguros RGA    |    | m.t             |
| 8  | Blaž Jarc           | NetApp-Endura             |    | m.t             |
| 9  | Baptiste Planckaert | Crelan-Euphony            |    | m.t             |
| 10 | Nikolas Maes        | Omega Pharma-Quick Step   |    | m.t             |

|     | Coureur         | Équipe                       |    | Temps            |
| --- | --------------- | ---------------------------- | -- | ---------------- |
| DSQ | Mustafa Sayar   | Torku Şekerspor              | en | 23 h 49 min 24 s |
| 1   | Natnael Berhane | Europcar                     | en | 23 h 50 min 05 s |
| 2   | Yoann Bagot     | Cofidis                      |    | 3 s              |
| 3   | Maxime Méderel  | Sojasun                      |    | 18 s             |
| 4   | Nicolas Edet    | Cofidis                      |    | 19 s             |
| 5   | Cameron Meyer   | Orica-GreenEDGE              |    | 21 s             |
| 6   | Darwin Atapuma  | Colombia                     |    | 27 s             |
| 7   | Florian Guillou | Bretagne-Séché Environnement |    | 28 s             |
| 8   | Danail Petrov   | Caja Rural-Seguros RGA       |    | 32 s             |
| 9   | Rory Sutherland | Saxo-Tinkoff                 |    | 34 s             |

### 8eétape
|    | Coureur             | Équipe                  |    | Temps           |
| -- | ------------------- | ----------------------- | -- | --------------- |
| 1  | Marcel Kittel       | Argos-Shimano           | en | 2 h 43 min 45 s |
| 2  | Andrea Guardini     | Astana                  | +  | m.t             |
| 3  | Andrew Fenn         | Omega Pharma-Quick Step |    | m.t             |
| 4  | Aidis Kruopis       | Orica-GreenEDGE         |    | m.t             |
| 5  | Stefan van Dijk     | Accent Jobs-Wanty       |    | m.t             |
| 6  | Moreno Hofland      | Blanco                  |    | m.t             |
| 7  | Francesco Lasca     | Caja Rural-Seguros RGA  |    | m.t             |
| 8  | Maximiliano Richeze | Lampre-Merida           |    | m.t             |
| 9  | Andrea Palini       | Lampre-Merida           |    | m.t             |
| 10 | André Greipel       | Lotto-Belisol           |    | m.t             |

|     | Coureur         | Équipe                       |    | Temps            |
| --- | --------------- | ---------------------------- | -- | ---------------- |
| DSQ | Mustafa Sayar   | Torku Şekerspor              | en | 26 h 33 min 09 s |
| 1   | Natnael Berhane | Europcar                     | en | 26 h 33 min 50 s |
| 2   | Yoann Bagot     | Cofidis                      |    | 3 s              |
| 3   | Maxime Méderel  | Sojasun                      |    | 18 s             |
| 4   | Nicolas Edet    | Cofidis                      |    | 19 s             |
| 5   | Cameron Meyer   | Orica-GreenEDGE              |    | 21 s             |
| 6   | Darwin Atapuma  | Colombia                     |    | 27 s             |
| 7   | Florian Guillou | Bretagne-Séché Environnement |    | 28 s             |
| 8   | Danail Petrov   | Caja Rural-Seguros RGA       |    | 32 s             |
| 9   | Rory Sutherland | Saxo-Tinkoff                 |    | 34 s             |

## Classements finals

### Classement général
|     | Cycliste        | Pays      | Équipe                       |    | Temps            |
| --- | --------------- | --------- | ---------------------------- | -- | ---------------- |
| DSQ | Mustafa Sayar   | Turquie   | Torku Şekerspor              | en | 29 h 13 min 13 s |
| 1   | Natnael Berhane | Érythrée  | Europcar                     | en | 29 h 13 min 54 s |
| 2   | Yoann Bagot     | France    | Cofidis                      |    | 3 s              |
| 3   | Maxime Méderel  | France    | Sojasun                      |    | 14 s             |
| 4   | Nicolas Edet    | France    | Cofidis                      |    | 19 s             |
| 5   | Cameron Meyer   | Australie | Orica-GreenEDGE              |    | 21 s             |
| 6   | Darwin Atapuma  | Colombie  | Colombia                     |    | 27 s             |
| 7   | Florian Guillou | France    | Bretagne-Séché Environnement |    | 28 s             |
| 8   | Danail Petrov   | Bulgarie  | Caja Rural-Seguros RGA       |    | 31 s             |
| 9   | Rory Sutherland | Australie | Saxo-Tinkoff                 |    | 34 s             |

### Classements annexes
|     | Cycliste       | Équipe                    | Points |
| --- | -------------- | ------------------------- | ------ |
| 1   | Serhiy Grechyn | Torku Şekerspor           | 28     |
| DSQ | Mustafa Sayar  | Torku Şekerspor           | 20     |
| 2   | Mauro Finetto  | Vini Fantini-Selle Italia | 17     |

|   | Cycliste        | Équipe                 | Points |
| - | --------------- | ---------------------- | ------ |
| 1 | André Greipel   | Lotto-Belisol          | 63     |
| 2 | Marcel Kittel   | Argos-Shimano          | 45     |
| 3 | Francesco Lasca | Caja Rural-Seguros RGA | 38     |

|   | Cycliste         | Équipe                 | Points |
| - | ---------------- | ---------------------- | ------ |
| 1 | Mikhail Ignatiev | Katusha                | 16     |
| 2 | Francisco Moreno | Caja Rural-Seguros RGA | 9      |
| 3 | Ahmet Örken      | Torku Şekerspor        | 6      |

|   | Équipe          | Pays    |    | Temps            |
| - | --------------- | ------- | -- | ---------------- |
| 1 | Cofidis         | France  | en | 87 h 46 min 18 s |
| 2 | Torku Şekerspor | Turquie | +  | 11 s             |
| 3 | Sojasun         | France  |    | 36 s             |

## Évolution des classements
| Étape              | Vainqueur          | Classement général | Classement du meilleur grimpeur | Classement des sprints | Classement des Turkish Beauties | Classement par équipes |
| ------------------ | ------------------ | ------------------ | ------------------------------- | ---------------------- | ------------------------------- | ---------------------- |
| 1                  | Marcel Kittel      | Marcel Kittel      |                                 | Marcel Kittel          | Mikhail Ignatiev                | Lampre-Merida          |
| 2                  | Aidis Kruopis      | André Greipel      | André Greipel                   | Ahmet Örken            |                                 | Lampre-Merida          |
| 3                  | Natnael Berhane    | Natnael Berhane    | André Greipel                   | Ahmet Örken            | Mauro Finetto                   | Cofidis                |
| 4                  | André Greipel      | Natnael Berhane    | André Greipel                   | Serhiy Grechyn         | Mikhail Ignatiev                | Cofidis                |
| 5                  | André Greipel      | Natnael Berhane    | André Greipel                   | Serhiy Grechyn         | Mikhail Ignatiev                | Cofidis                |
| 6                  | Yoann Bagot        | Natnael Berhane    | André Greipel                   | Serhiy Grechyn         | Mikhail Ignatiev                | Cofidis                |
| 7                  | Marcel Kittel      | Natnael Berhane    | André Greipel                   | Serhiy Grechyn         | Mikhail Ignatiev                | Cofidis                |
| 8                  | Marcel Kittel      | Natnael Berhane    | André Greipel                   | Serhiy Grechyn         | Mikhail Ignatiev                | Cofidis                |
| Classements finals | Classements finals | Natnael Berhane    | Serhiy Grechyn                  | André Greipel          | Mikhail Ignatiev                | Cofidis                |

## Liste des participants
- Liste de départ complète